# Sisyrophanus stylifer
Sisyrophanus stylifer är en tvåvingeart som beskrevs av David John Greathead 1997.
Sisyrophanus stylifer ingår i släktet Sisyrophanus och familjen svävflugor. Inga underarter finns listade i Catalogue of Life.